# 朝鮮総督府
朝鮮総督府（ちょうせんそうとくふ、旧字体：朝󠄁鮮總督府、朝鮮語: 조선총독부 / 朝鮮總督府）は、1910年（明治43年）の韓国併合によって大日本帝国領となった朝鮮を統治するため、同年8月29日に設置された官庁である。
韓国併合の8月29日の設置の勅令は、暫定的なもので朝鮮総督府、朝鮮総督の設置を定めるほかは、統監府及び所属官署、当分の間存続し、朝鮮総督の職務は統監が行使するとされた。その後9月30日に朝鮮総督府官制が制定（施行は10月1日）され本格的な機構が設置された。1905年（明治38年）に第二次日韓協約（日韓保護条約）を基に設置した韓国統監府を改組して作られたもの。
初代韓国統監伊藤博文とする韓国統監府を前身とし、旧大韓帝国の政府組織を改組・統合したため朝鮮人職員を多く抱えていた。
初代総督は寺内正毅。総督は現役または予備役の陸海軍大将が歴任した。1945年（昭和20年）、第二次世界大戦における日本の敗戦にともない、連合国の指示により業務を停止するため、政務総監遠藤柳作によって呂運亨らに独立に向けて朝鮮建国準備委員会の組織化の打診があるも、その後も総督府の行政は継続され、行政権限は北緯38度線以南の占領行政機関となったアメリカ軍政庁へ引き継がれた。
総督府により皇民化教育、日本語の教育が進められた。
庁舎は統監府庁舎を引き続き使用していたが、1926年（大正15年）京畿道京城府（現在の大韓民国ソウル特別市）の景福宮敷地内に移転された。建物は1948年の韓国建国時から1996年に解体されるまで、国会議事堂、中央庁、国立中央博物館として使用された。

## 概要
朝鮮総督は天皇によって勅任され、委任の範囲内における朝鮮防備のための軍事権を行使したり、内閣総理大臣を経由して立法権、行政権、司法権や王公族及び朝鮮貴族に関する多岐な権限を持っていた。朝鮮総督府には政務総監、総督官房と5部（総務、内務、度支、農商工、司法）が設置され、中枢院、警務総監部、裁判所、鉄道局（朝鮮総督府鉄道）、専売局、地方行政区画である道、府、郡などの朝鮮の統治機構全体を包含していた。
大日本帝国政府は朝鮮を内地と同様の経済水準に引き上げるため、多額の国家予算を朝鮮半島に投資した。鉄道、道路、上下水道、電気、病院、学校、工場などのインフラの整備を行い、近代教育制度や近代医療制度の整備を進め、朝鮮半島の近代化に役立ったと主張する研究者もおり、こうしたインフラへの莫大な投資の結果、朝鮮半島で流行していた伝染病が予防され、農地開発等により食糧生産が増加（併合当初米の生産量が約1千万石であったものが、20年後には2千万石へと倍増）したことにより、朝鮮半島の人口は、併合前の1906年（明治39年）には1600万人程度だったものが1940年（昭和15年）には2,400万人程となり、併合時（1910年）に24歳だった平均寿命は、1942年（昭和17年）には45歳へ伸びた。
しかし、朝鮮における経済開発は主として日本内地の工業化と食糧不足を補完する目的でおこなわれ、高い経済発展とは裏腹にその成果の大部分が在朝鮮日本人や日本企業に分配され、米をはじめとする多くの食料が日本に送られ、朝鮮人（とりわけ農村部）への分配度は低かったとする研究者もいる。また、植民地一般の傾向に洩れず、支配者層である在朝鮮日本人と被支配者層たる朝鮮人の間の所得格差に非常に大きいものがあったと主張する者もいる。
一方で、それらは単なる商行為で、利益を得ていた朝鮮人もおり、また、所得も向上しており問題はなかったとする研究も存在する。総督府統治に反対する独立運動等は厳格な取締りの対象とされ、日中戦争の本格化した統治の終期には内鮮一体と皇民化教育の観点から朝鮮文化に対して否定的な態度をとった。

## 政策の変遷
総督府の初期の政策は「武断政治」と呼ばれた。併合条約では7条で協力的朝鮮人の重用を明記していた一方で、総督府による統治に反対する（非協力的朝鮮人による）政治活動や独立運動は禁止され、軍政のもと植民地統治の基礎を作ることを目的とした。
朝鮮には台湾と同様大日本帝国憲法が適用されたが、天皇に直隷し総督が統治するとした（朝鮮総督府官制3条）。総督は内閣総理大臣を経て天皇に直奏すればよく司法・行政・立法の全機能を有し、総督府令は1年以下の懲役もしくは禁錮、拘留、2百円以下の罰金または科料について発することが可能であったが（朝鮮総督府官制4条）、総督府令にない法令については内地の立法に従う必要があった。
言論、集会、結社の自由は大日本帝国憲法に認められた臣民の権利であったが、仏教教団やキリスト教教会あるいは言語研究会など学術団体の一部は独立運動を画策しているとしてしばしば総督府の介入や弾圧の対象となった。朝鮮警察事務をすべて日本軍に委任し、通常の警察でなく軍の憲兵（軍事警察）が一般警察官を兼ねるとした（併合年で憲兵は2019名。1012名の朝鮮人憲兵補助員も含む）。
林野事業では山林の詳細な測量をもとに登記することを求めたが、火田の伝統が一部であった朝鮮では総督府の慎重な調査にもかかわらず最終的に所有者が確定できなかった田畑や山林が多く存在し、これらは国有地・国有林として没収された。総督府は土地所有者の調査を進め全耕作地の3.26%程の無所有の土地を接収して東洋拓殖に買い取らせ、日本人や朝鮮人有力者に払い下げられた。
（李王朝時代の朝鮮は農地が荒廃しており、民衆は官吏や両班、高利貸によって責めたてられて収奪されていた。日本は朝鮮の農地にて、水防工事や水利工事をし、金融組合や水利組合もつくったことで、朝鮮農民は安い金利で融資を受けることができるようになり、多大な利益をもたらすようになったとする主張もある）。
朝鮮人大地主は、生産性が上がり、日本へ米を輸出できるようになったことで多額の儲けを得ていた（一例として、サムスングループの創始者である李秉喆がいる）。
一方で、多くの土地が国有地に編入され、朝鮮の農民が土地の所有権を喪失したとする主張もある。逆に、ソウル大学教授李栄薫は、韓国で教えられている「日帝による土地収奪論」は神話であり、客観的数値で見ても大日本帝国が編入した朝鮮の土地は10%に過ぎないとしている。
また、1910年から1920年代中頃までは朝鮮人の平均身長も伸びており「朝鮮人の生活水準が着実に向上していたのは明らか」とする見解もある。
大韓帝国では庶民に対する教育機関がほとんど無く、朝鮮では両班階級を中心に漢字文化が重視されており、ハングル（朝鮮語）文化は下層階級が使うものと見下され蔑視されていた為、読み書きが出来る者は書堂等で学べる裕福な一部の両班に限られていた。そうしたなか、朝鮮総督府は朝鮮語教育に力を入れ、朝鮮民衆にハングルが広まったのは大日本帝国の政策の結果であったとする意見も存在している。
朝鮮総督府は1912年（明治45年）、近代において初めて作成された朝鮮語の正書法である普通学校用諺文綴字法を作成し、1930年（昭和5年）には児童の学習能率の向上、朝鮮語の綴字法の整理・統一のための新正書法である諺文綴字法を作成した。
国政選挙に関しては朝鮮では選挙法が適用されず選挙区が設定されなかったが地方議会は開設されるに至った。朝鮮における統治はすべて総督府が直接職掌しており、民衆が朝鮮統治に関与する方途は、朝鮮人にはむろん朝鮮在住の内地人にも与えられておらず、このため内地の縁故地を頼り帝国議会の議席を確保することで朝鮮統治に関する政治参加が目指された。併合以来すでに朝鮮人もまた帝国憲法の保護する帝国臣民であり日本国籍が与えられていたことから、内地において衆議院選挙に参加することは可能であった。
朝鮮人では朴春琴が唯一衆議院議員に選出された他､貴族院議員については通算10人の朝鮮人議員が任命されている。地方議会の議員に選出される者や軍・中央官庁や地方公共団体に勤務する者もいた。
総督府庁舎の置かれた景福宮などが日本による破却や損傷を受けており、慶熙宮のように完全に破却された宮殿もあったが、崩れかけていた石窟庵などの遺跡を修復したり、景福宮正門であった光化門や崇礼門など保存運動などによって保存された建造物もあった。
1919年（大正8年）の三・一独立運動後、日本内地における大正デモクラシーの影響もあって「武断政治」は融和的な「文化政治」に転換するが、1937年（昭和12年）に日中戦争が勃発すると朝鮮でも戦時体制下で皇民化政策が推進され、大日本帝国が敗戦を迎えるまで各種の人的資源の動員や、商行為を通して様々な資源、食糧の日本本土への大量移送なども行われた。
朝鮮人の中には朝鮮人志願兵や軍属として第二次世界大戦に参加した者や、慰安婦として働いた女性も存在した。

## 警察機構
韓国併合直前の1910年（明治43年）7月、韓国統監であった寺内正毅は、明石元二郎憲兵隊司令官に警務総長を兼務させることによって憲兵と普通警察を一体化した。これを憲兵警察制度という。韓国併合年で「憲兵警察」と「一般警察」を合わせて7712名（その内、朝鮮人は4440名）。「憲兵警察」は2019名（その内、朝鮮人は1012名）であった。
朝鮮全土に日本軍や警察が配置され、憲兵以外の軍人も統治や警察活動をおこなった。朝鮮独立を求める運動や日本支配への抵抗運動は厳しく取締りをおこない、治安維持活動にあたった。

## 文化政治
三・一独立運動に衝撃を受けた大日本帝国政府は武力だけで朝鮮支配は不可能と判断し、また、大正デモクラシー期における政党内閣の登場や、武断政治批判の日本内地世論にも配慮し、武断政治を一部変更した。原敬首相は長谷川好道総督を更迭し、穏健派の斎藤実海軍大将を新総督に任命した。
1919年（大正8年）8月20日、朝鮮総督府官制中改正ノ件（大正8年勅令第386号）による朝鮮総督府官制の改正により、総督武官制を廃止し、制度上は文官でも総督就任可能とした。同じ日に台湾総督府官制も改正され、台湾総督には実際に文官が就任したが、朝鮮総督については文官の就任は実現せず、海軍大将である斎藤以外の総督はすべて陸軍大将だった。また、普通警察制度への改編をはかり、憲兵警察を廃止したが、多くの警察官が日本内地から派遣され、1919年の6,387人から1920年（大正9年）には20,134人へと急増した。
独立運動の監視体制はむしろ強化された。同化教育はさらに推進され、学校での朝鮮語の時間は減少し、かわりに、日本語の時間を増加させたが、1920年代から1930年代にかけてハングル縦書きで書かれた廉価なタクチ本が朝鮮半島の子供達に流行していた。
小学校未就学の青年には朝鮮青年特別錬成令により「錬成所」への1年の入所を義務とし、600時間の教育をおこなった。このうち、日本語教育が400時間を占めた。
1924年（大正13年）には京城帝国大学が開設。大学内では日本語で専門教育を行うため、日本人学生が6割以上を占め、教育内容は法文学部と医学部が設置され、朝鮮史学・東洋史学・朝鮮語学・朝鮮文学等の講座が置かれていた。1940年（昭和15年）4月には「忠良有為ノ皇国民ヲ錬成スル」という目的を掲げた。

## 職員
台湾総督府をはじめとする他の外地政庁と異なり、朝鮮総督府は大韓帝国政府の機構をほとんどそのまま継承したため、最初から多くの朝鮮人官僚を抱えていた。また、朝鮮の郡守、面長（内地の郡長、村長に相当）は朝鮮人が原則として任命されていたほか､道知事（1919年までは道長官）はおおむね半数程度が朝鮮人であった｡閣僚に相当する各局局長（1919年までは各部長官）に任命された朝鮮人は1924年から1929年まで学務局長を務めた李軫鎬だけだった。1935年段階で朝鮮総督府職員のうち朝鮮人の割合は高等官及び同待遇で23 %、判任官及同待遇で34 %、嘱託及雇員で41％だった。
|        | 内地人    | 朝鮮人   | 総数 |
| ------ | --------- | -------- | ---- |
| 1915年 | 726(67%)  | 353(33%) | 1079 |
| 1925年 | 865(70%)  | 366(30%) | 1231 |
| 1935年 | 1292(78%) | 363(22%) | 1645 |
| 1942年 | 2012(82%) | 442(18%) | 2454 |

## 王公族・朝鮮貴族
特権的身分制度が設けられ、韓国の旧皇族は王公族に、韓国併合に功績あるものは朝鮮貴族となった。

## 庁舎建築

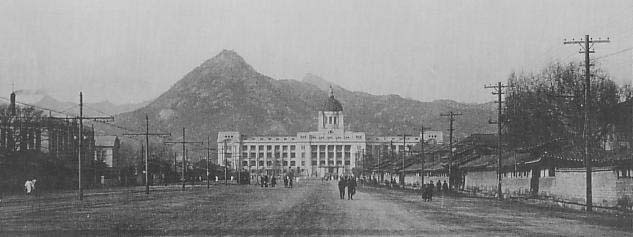
光化門通り（現・世宗大路）から望む朝鮮総督府。

1996年までみられた旧朝鮮総督府庁舎は、景福宮の宮殿正面に1926年（大正15年）10月1日に移築されたものである。
日本で事務所を開いていたドイツ人建築家のゲオルグ・デ・ラランデが基本設計をおこない、デ・ラランデの死後、日本人建築家の野村一郎、國枝博らが完成させた。4階建てで中央に大きな吹き抜けを持っていた。
朝鮮総督府は、宮殿正門の光化門を移築の上、保存し、朝鮮王朝の正宮だった景福宮の付随的な建物の多くは破却したが（一説に8割以上とも）、正殿の勤政殿や慶会楼などの象徴的な建物の大部分は保存されることとなった。

### 建築概要
- 階数：4階建/構造:鉄筋コンクリート造
- 建坪：2,134坪1合6勺（約7,055m2）/総延坪：9,619坪7合5勺（約31,800m2）
- 軒高：75尺（約22.7m）、中央塔高180尺（約54.5m）
- 室数：257室/大広間：210坪（約694m2）/大会議室106坪4合（約351m2）/様式:復興式
- 外壁体：花崗岩（ソウル東大門外産出）、内部壁間煉瓦積
- 工費：636万4,482円（他に外囲倉庫及構内整理費38万7,500円）

### 独立後の庁舎

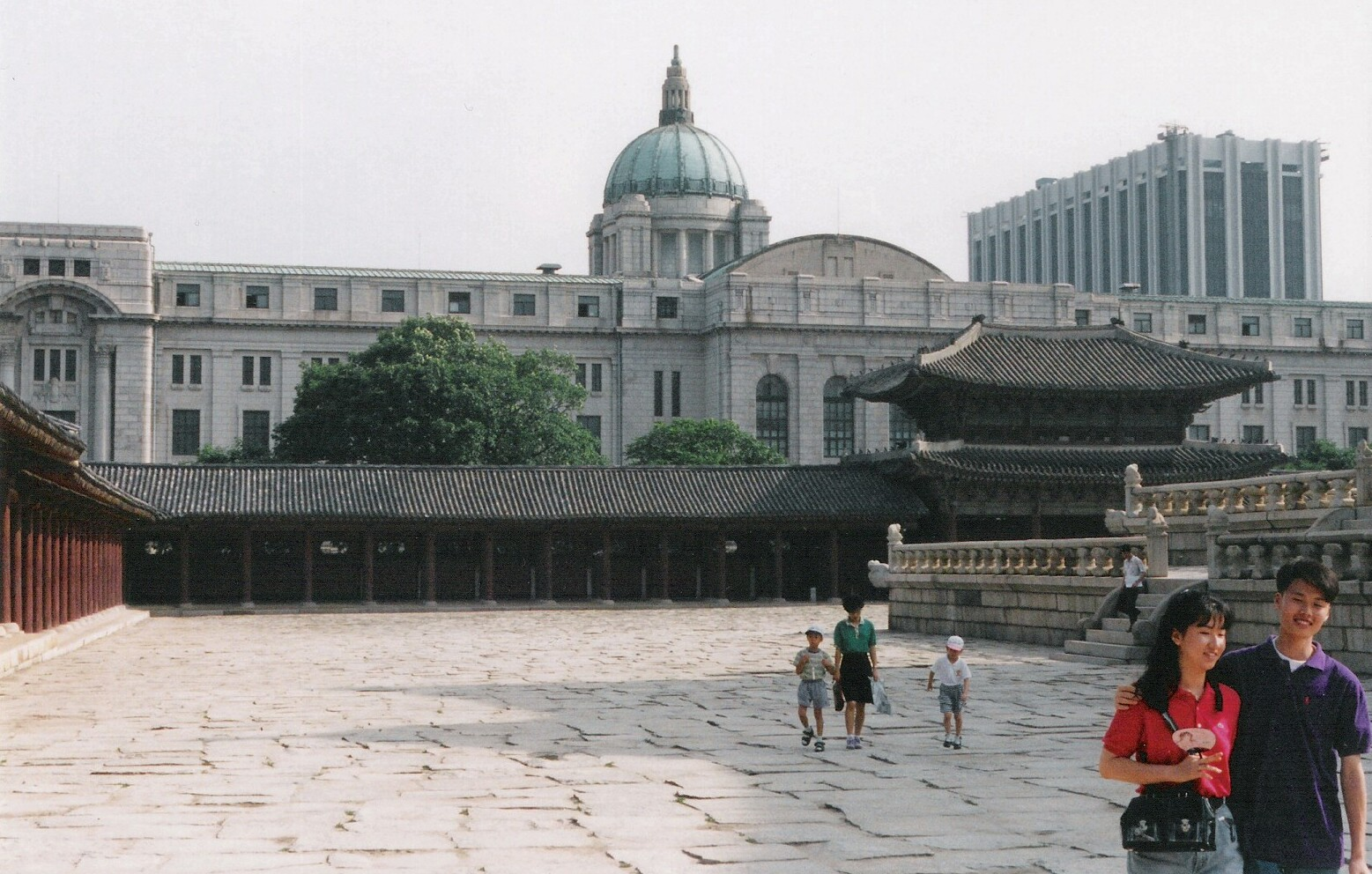
1995年に撮影された国立中央博物館（旧朝鮮総督府庁舎）

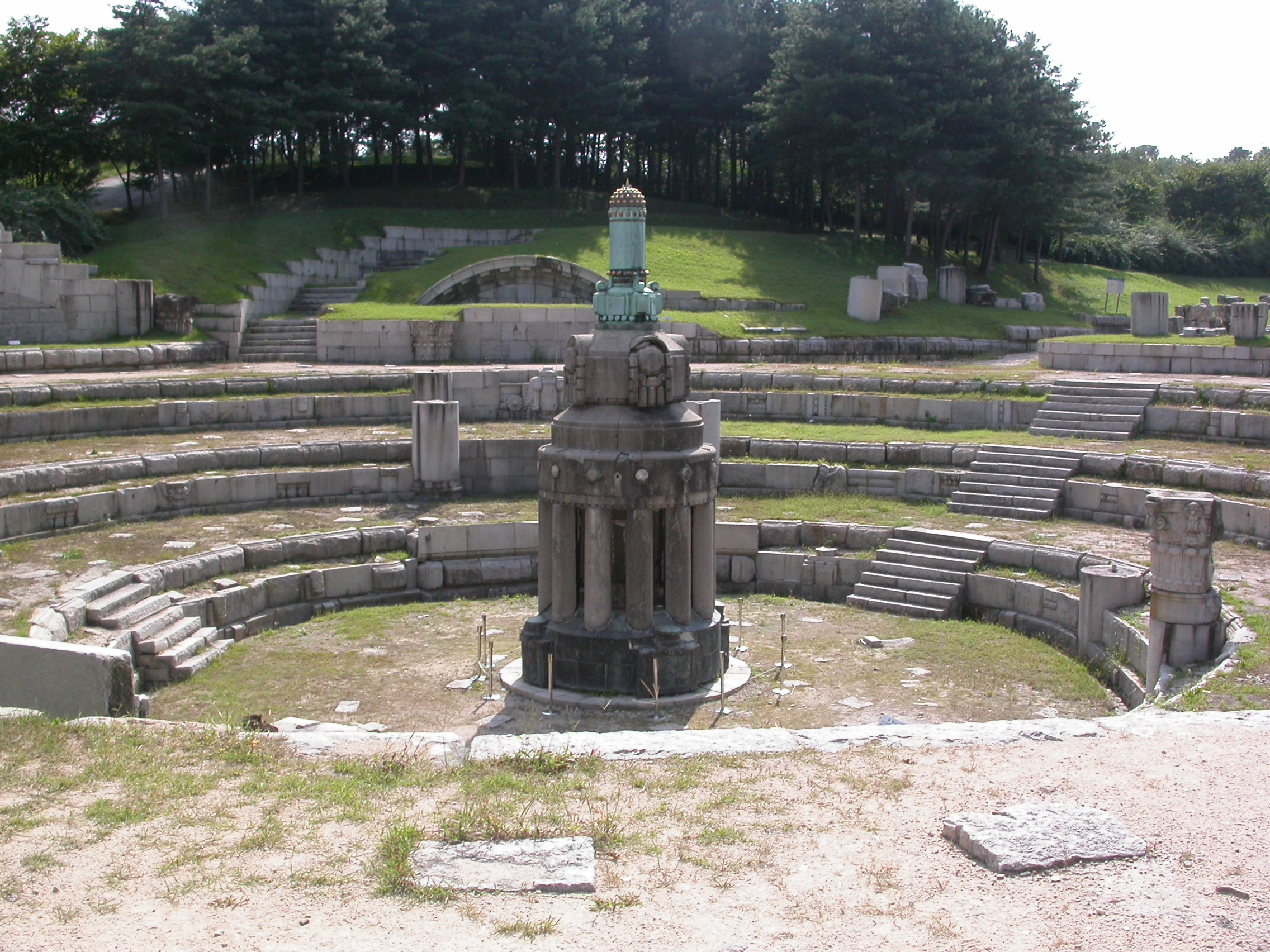
京畿道天安市の独立記念館に移設された旧朝鮮総督府庁舎の尖塔

1948年8月15日、大韓民国政府の樹立にともない、旧総督府の庁舎は政府庁舎として利用され、中央庁と呼ばれた。大韓民国の成立宣言はここでおこなわれている。
1950年9月、朝鮮戦争でソウルを占領した北朝鮮軍による放火で内部が全焼したが、1961年から復旧工事に着手して1962年11月22日に竣工、国務総理の執務室（旧総督室）とその他行政機関が入居するなど政府庁舎の機能を回復した。1972年以前には韓国大統領の就任式もここで行われた。
その後、韓国内でも旧植民地の遺構として撤去を求める意見と、歴史を忘れないため保存すべきという意見があり議論がおこなわれた。1982年3月、国立中央博物館を中央庁へ移転する計画が発表され、1983年5月19日に開かれた国務会議限りで庁舎の時代が終了した。1986年8月から博物館として利用されることになったが、それでも韓国国民にとっては、屈辱の歴史の象徴であることには変わりはなく、保存か解体かの論議がしばしば再燃した。最終的には、かつての王宮を塞ぐかたちで建てられていることから、反対意見を押し切り、王宮前からの撤去が決まった。
撤去の方法として移築も検討されたが莫大な費用がかかるため、1995年8月15日（光復節）に解体記念式典を実施し、尖塔部分をクレーンで吊り上げて撤去。その後建物の取り壊しに着手し、翌1996年末までに解体を終えた。跡地には庁舎建設によって取り壊された王宮の一部が復元され、現在は同宮の正面入口となっている。
尖塔部分や一部の部材は、1998年に京畿道天安市の「独立記念館」へ移され、屋外展示されている。

#### 韓国における近代建築の保存
旧朝鮮総督府庁舎は撤去されたが、ソウル駅旧駅舎（旧京城駅、塚本靖設計）や韓国銀行本店（旧朝鮮銀行、辰野金吾設計）などについては保存措置が講じられている。西大門刑務所は、現在、博物館となり、周囲は独立公園となっている。

## 朝鮮総督府の組織
朝鮮総督府の組織は1910年に設立されたのち、いくたびかの改編を経ている。とくに、1919年8月と1943年12月の官制改正は大規模なものであった。

### 1910年（明治43年）10月
- 朝鮮総督府
  - 総督官房
  - 総務部 - 人事局、外事局、会計局
  - 内務部 - 地方局、学務局
  - 度支部 - 司税局、司計局
  - 農商工部 - 殖産局、商工局
  - 司法部

- 朝鮮総督府所属官署（主要なもの）
  - 中枢院[注 9]
  - 各道
  - 警務総監部
  - 裁判所
  - 監獄
  - 鉄道局
  - 通信局
  - 税関
  - 専売局
  - 臨時土地調査局

### 1919年（大正8年）8月
総督府の「部」が廃止され、内務部所属の学務局が総督直属の局となるとともに、憲兵警察制度廃止に伴い独立官庁であった警務総監部が廃止され、総督府の内部部局として警務局が設けられた。
- 朝鮮総督府
  - 総督官房
    - 庶務部
    - 土木部
    -  鉄道部

  - 内務局
  - 財務局
  - 農林局
  - 殖産局
  - 法務局
  - 学務局
  - 警務局

- 朝鮮総督府所属官署（主要なもの）
  - 中枢院
  - 逓信局
  -  税関
  - 専売局
  - 各道
  - 裁判所
  -  監獄

### 1943年（昭和18年）12月
それまで総督府にあった総務局・司政局（内務局の後身）・殖産局・農林局・鉄道局・専売局の6局が廃止され、農商局・鉱工局・交通局の3局を新設する改編が行われた。内地における税関の海運局への統合と同じく、朝鮮総督府においても税関が廃止され、交通局へ統合された。終戦時、朝鮮総督府は総督官房および内部部局6局・外局2局で構成されていた。
- 朝鮮総督府
  - 総督官房
  - 財務局
  - 農商局
  - 鉱工局
  - 法務局
  - 学務局
  - 警務局

- 朝鮮総督府所属官署（主要なもの）
  - 中枢院
  - 逓信局
  - 交通局
  - 各道
  - 裁判所
  - 刑務所

## 朝鮮総督府の職制
総督府は朝鮮半島の行政・司法・立法をすべて総攬し、朝鮮半島駐留の日本軍の総轄・防備権限を付与されていた（朝鮮総督府官制3条）。このうち、軍の総轄・防備権限は、1919年（大正8年）8月20日の朝鮮総督府官制の改正により、総督武官制が廃止された際に廃止された。また、総督府は鉄道や通信事業を経営し朝鮮銀行の監督権を有した（1924年まで）。
また林野事業（営林廠）や専売事業（タバコ・塩・朝鮮人参）などを経営していた。朝鮮十三道には道長官（1919年から知事）が任命されそれぞれの支所で行政任務に従事した。総督府令により1年以下の懲役もしくは禁錮、拘留、200円以下の罰金または科料の罰を課すことが認められていた（4条）が、それ以上の罪過あるいは総督府令によらない法令については、制令又は日本内地の制定法による必要があった。
政務のすべては内閣総理大臣を経て天皇に直接上奏すれば良い（3条）とされたが、実際の実務は拓務省や内務省など内地行政機関の依命通牒に従うことが多かった。
朝鮮総督府発足当時の職制。
- 総督 - 陸海軍大将を以て充てる。親任官。
- 政務総監 - 親任官。
- 長官 - 各部の長。勅任官。
- 局長 - 各局の長。勅任官。
- 参事官 - 奏任官。2名の内1名を勅任官にできる。
- 秘書官 - 奏任官。2名。
- 書記官 - 奏任官。19名。
- 事務官 - 奏任官。19名。
- 技師 - 奏任官。30名の内2名を勅任官にできる。
- 通訳官 - 奏任官。6名。
- 技手 - 判任官。337名。
- 通訳生
- 総督府附武官 - 陸海軍少将又は佐官を以て充てる。参謀。
- 専属副官 - 陸海軍佐尉官を以て充てる。

## 歴代朝鮮総督
朝鮮の軍事的重要性を鑑み、韓国統監・朝鮮総督には高位の政治家あるいは大将位の軍人が任用された。総督は海軍大将の斎藤を除くすべてが陸軍大将。

### 韓国統監
| 代     | 氏名     | 写真 | 就任                       | 離任                      | 階級・主な前職・後職                                |
| ------ | -------- | ---- | -------------------------- | ------------------------- | --------------------------------------------------- |
| 初代   | 伊藤博文 |      | 1906年（明治39年）12月21日 | 1909年（明治42年）6月14日 | 内閣総理大臣                                        |
| 第二代 | 曾禰荒助 |      | 1909年（明治42年）6月15日  | 1910年（明治43年）5月30日 | 大蔵大臣、貴族院勅選議員、枢密顧問官                |
| 第三代 | 寺內正毅 |      | 1910年（明治43年）5月30日  | 1910年（明治43年）9月30日 | 元帥陸軍大将、内閣総理大臣 （兼任、本官は陸軍大臣） |

### 朝鮮総督
| 代       | 氏名       | 写真 | 就任                      | 離任                      | 階級・主な後職                                                                 |
| -------- | ---------- | ---- | ------------------------- | ------------------------- | ------------------------------------------------------------------------------ |
| 初代     | 寺內正毅   |      | 1910年（明治43年）10月1日 | 1916年（大正5年）10月14日 | 元帥陸軍大将、内閣総理大臣 （兼任、1911年8月30日まで本職は陸相、同日以降専任） |
| 第二代   | 長谷川好道 |      | 1916年（大正5年）10月16日 | 1919年（大正8年）8月12日  | 元帥陸軍大将                                                                   |
| 第三代   | 齋藤實     |      | 1919年（大正8年）8月13日  | 1927年（昭和2年）12月10日 | 海軍大将、内閣総理大臣                                                         |
| 臨時代理 | 宇垣一成   |      | 1927年（昭和2年）4月15日  | 1927年（昭和2年）10月1日  | 陸軍大将                                                                       |
| 第四代   | 山梨半造   |      | 1927年（昭和2年）12月10日 | 1929年（昭和4年）8月17日  | 陸軍大将                                                                       |
| 第五代   | 齋藤實     |      | 1929年（昭和4年）8月17日  | 1931年（昭和6年）6月17日  | 海軍大将、内閣総理大臣                                                         |
| 第六代   | 宇垣一成   |      | 1931年（昭和6年）6月17日  | 1936年（昭和11年）8月5日  | 陸軍大将、外務大臣、拓務大臣                                                   |
| 第七代   | 南次郎     |      | 1936年（昭和11年）8月5日  | 1942年（昭和17年）5月29日 | 陸軍大将                                                                       |
| 第八代   | 小磯國昭   |      | 1942年（昭和17年）5月29日 | 1944年（昭和19年）7月22日 | 陸軍大将、内閣総理大臣                                                         |
| 第九代   | 阿部信行   |      | 1944年（昭和19年）7月24日 | 1945年（昭和20年）9月27日 | 陸軍大将                                                                       |

## 年表
- 1905年（明治38年）
  - 5月28日 - 京釜鉄道開通式
  - 11月17日 - 第二次日韓協約（乙巳保護条約）締結
- 1906年（明治39年）2月1日 - 韓国統監府設置
- 1907年（明治40年）
  - 6月25日 - ハーグ密使事件
  - 7月20日 - 高宗退位、純宗即位。翌年にかけて日本軍は反日義勇軍1万4千人との1774回の戦闘を行った[40]。
  - 8月1日 - 韓国軍解散
- 1908年（明治41年）12月18日 - 東洋拓殖会社設立
- 1909年（明治42年）
  - 7月6日 - 日本、韓国併合方針を閣議決定
  - 10月26日 - ハルビンで伊藤博文が暗殺される
  - 12月4日 - 韓国の一進会より「韓日合邦を要求する声明書」の上奏文が提出される
- 1910年（明治43年）
  - 3月14日 - 土地調査事業開始
  - 6月30日 - 憲兵警察制度発足
  - 8月22日 - 韓国併合ニ関スル条約（日韓併合条約）調印
  - 8月29日 - 朝鮮総督府設置
- 1911年（明治44年）8月23日 - 第一次朝鮮教育令。国語を日本語にする。
- 1912年（明治45年）
  - 1月1日 - 標準時を韓国標準時から日本標準時に変更
  - 3月18日 - 朝鮮民事令・朝鮮刑事令制定
  - 4月 - 普通学校用諺文綴字法が確定
- 1914年（大正3年）3月1日 - 地方行政区画改正（府・郡・面制）
- 1919年（大正8年）
  - 1月21日 - 高宗死去
  - 3月1日 - 三・一独立運動始まる
  - 8月12日 - 斎藤実、第3代総督に就任
  - 8月20日 - 憲兵警察制度廃止
  - 9月2日 - 斎藤朝鮮総督暗殺未遂事件（姜宇奎による南大門駅前広場爆破事件）
  - 10月5日 - 金性洙、京城紡織株式会社設立
- 1920年（大正9年）
  - 3月5日 - 朝鮮日報創刊
  - 4月1日 - 東亜日報創刊
  - 12月27日 - 総督府、産米増産計画立案
- 1926年（大正15年）4月1日 - 京城帝国大学開設
- 1927年（昭和2年）
  - 2月16日 - 社団法人京城放送局、ラジオ放送開始
  - 5月2日 - 朝鮮窒素株式会社設立
- 1929年（昭和4年）11月3日 - 光州学生事件（ - 1930年3月）
- 1930年（昭和5年）
  - 5月30日 - 間島5・30事件
  - この年 - 諺文綴字法制定
- 1931年（昭和6年）
  - 7月2日 - 万宝山事件
  - 9月18日 - 満州事変勃発
- 1932年（昭和7年）
  - 1月8日 - 愛国団員・李奉昌、東京で天皇暗殺未遂事件（桜田門事件）
  - 4月29日 - 愛国団員・尹奉吉、上海爆弾テロ事件（上海天長節爆弾事件）
- 1936年（昭和11年）8月9日 - 孫基禎、ベルリンオリンピックマラソンで優勝
- 1937年（昭和12年）
  - 6月1日 - 金日成、普天堡襲撃事件を起こす
  - 7月7日 - 日中戦争勃発
  - 10月2日 - 「皇国臣民ノ誓詞」制定。
- 1938年（昭和13年）
  - 2月26日 - 陸軍特別志願令公布
  - 3月4日 - 朝鮮教育令改正、朝鮮語の授業必須から外す
- 1940年（昭和15年）2月11日 - 創氏改名実施
- 1941年（昭和16年）
  - 3月31日 - 国民学校規定改正、朝鮮語の授業廃止
  - 12月8日 - 太平洋戦争勃発
- 1942年（昭和17年）10月1日 - 朝鮮語学会事件
- 1944年（昭和19年）
  - 4月1日 - 第1回徴兵検査開始
  - 8月23日 - 女子挺身隊勤労令公布
- 1945年（昭和20年）
  - 8月9日 - ソ連対日参戦、豆満江を越える。
  - 8月15日 - 日本政府、ポツダム宣言受諾。呂運亨、朝鮮建国準備委員会結成
  - 8月21日 - ソ連軍、平壌進駐
  - 8月25日 - アメリカ軍、仁川上陸
  - 9月6日 - 呂運亨らは朝鮮人民共和国の樹立を宣言
  - 9月7日 - アメリカ極東軍司令部、朝鮮における軍政を宣言（即時独立否認）
  - 9月9日 - 総督府、降伏文書に調印

## 当時の資料
朝鮮総督府政務総監や各局長の政策、当時の回想などの証言が「友邦文庫」（学習院大学東洋文化研究所）に保管され、刊行されている。